# Champagne Riot
Champagne Riot er en popduo fra Danmark, bestående af Caspar Bock og Anders Reuter.
Champagne Riot spiller elektropop og består af de københavnsk bosiddende Caspar Bock og Anders Reuter. Caspar Bock er også bassist i gruppen Northern Portrait og var i sin tid hovedmanden bag det hedengangne Århus-pladeselskab Bird Hits Plane, der blandt udgav Sterlings debutalbum "Solo Danser Mama Sjus" og Tiger Tunes' eneste album, "Absolutely Worthless Compared To Important Books". Tiger Tunes' medlemmer fortsatte senere i markante grupper som Marybell Katastrophy, Beta Satan og albumaktuelle The Malpractice.
Anders Reuter har blandt andet arbejdet som musikjournalist og været ankermand i elektrogruppen Apartment, der medvirkede på den tredobbelte ep, "3P", som Bird Hits Plane udgav i 2002 – en ep, der i øvrigt også bød på sange fra den nu pause-holdende gruppe Lampshade, hvis sangerinde RebekkaMaria siden er gået solo med succes.
Champagne Riot har, selvom de altså endnu ikke er brudt bredt igennem, været udsat for en del omtale på diverse blogs i den senere tid, især i udlandet, og det markante britiske musiksite Popjustice.com har ligefrem haft dem på forsiden. Champagne Riot var i begyndelsen af november hovednavn på den nordiske club-aften "Jajaja" i London, arrangeret af Music Export Denmark og det engelske pladeselskab Moshi Moshi Records.
| Musikgruppe | Spire Denne artikel om en dansk musikgruppe er en spire som bør udbygges. Du er velkommen til at hjælpe Wikipedia ved at udvide den. |